# Кунева, Меглена
Меглена Штилиянова Кунева (болг. Меглена Щилиянова Кунева; род. 22 июня 1957, София) — болгарский и европейский политик. Вице-премьер правительства Болгарии (2014—2017). В 2012 году основала партию Движение «Болгария для граждан».

## Биография
Кунева окончила юридический факультет Софийского университета в 1981 году. В 1984 году она стала доктором юридических наук.
В 2002—2006 годах Меглена Кунева занимала пост министра по европейским вопросам. В 2007—2009 годах стала первым еврокомиссаром от Болгарии, занимала пост еврокомиссара по защите прав потребителей.
В прошлом она представляла «Национальное движение за стабильность и подъём».
На президентских выборах 2011 года заняла третье место.
С 2012 года она председатель либеральной партии «Болгария для граждан», которая была одним из основателей Реформаторского блока в 2013 году.
7 ноября 2014 года заняла должность вице-премьера по координации европейской политики и институциональным вопросам во втором правительстве Бойко Борисова. С 3 февраля 2016 года совмещала эту должность с должностью министра по образованию и науке.

## Связь с семейством Прымовых
Муж Меглены Куневой — Андрей Прымов — сын видного функционера БКП Ивана Прымова, инициатора расстрела забастовщиков в Пловдиве 4 мая 1953 года. Родственная связь Куневой с покойным Прымовым-старшим нередко используется её политическими оппонентами в качестве компрометирующего штриха.